# Zavoziv, Ostroh
Zavoziv (în ucraineană Завозів) este un sat în comuna Buhariv din raionul Ostroh, regiunea Rivne, Ucraina.

## Demografie
Componența lingvistică a localității Zavoziv
     Ucraineană (98,5%)
     Rusă (1,5%)
Conform recensământului din 2001, majoritatea populației localității Zavoziv era vorbitoare de ucraineană (98,5%), existând în minoritate și vorbitori de rusă (1,5%).